# Zdravka Bušić

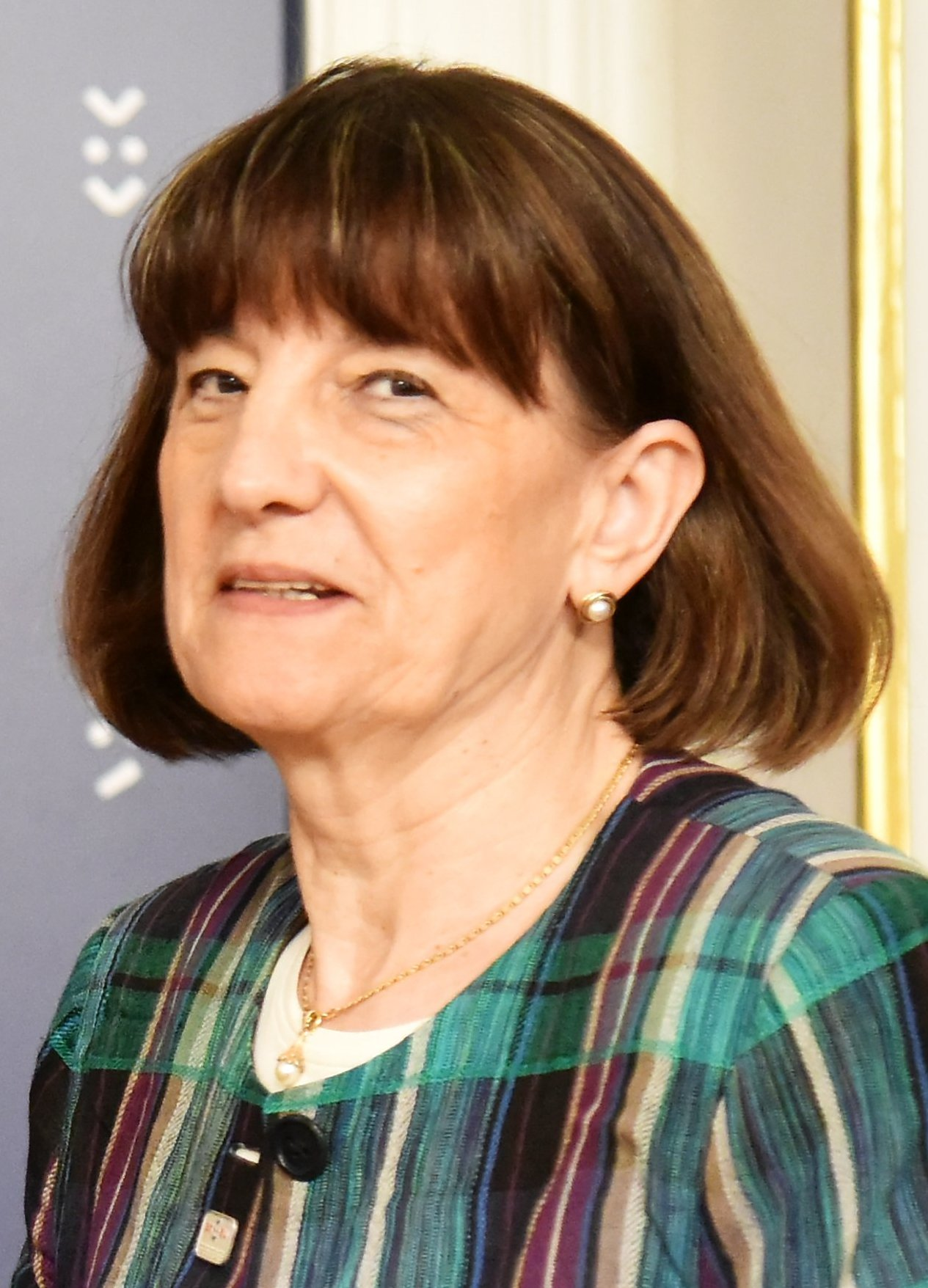
Zdravka Bušić, 2016

Zdravka Bušić (* 6. November 1950 in Imotski) ist eine kroatische Politikerin der Hrvatska demokratska zajednica (HDZ).

## Leben
Bušić besuchte bis 1967 eine Realschule in Split, setzte dann ihre Ausbildung in Wien fort und erlangte in Cleveland im US-Bundesstaat Ohio die Hochschulreife. 1979 schloss sie ein Studium der Politikwissenschaften an der Cleveland State University ab. Hieran schloss sie ein Aufbaustudium der Fächer Bibliothekswissenschaft und Informatik an der Case Western Reserve University, ebenfalls in Cleveland, an. Danach war sie an verschiedenen Einrichtungen in Ohio als Archivarin und Bibliothekarin tätig.
1990 kehrte sie nach Jugoslawien zurück und wurde Beraterin und Büroleiterin des seit Mai 1990 amtierenden Präsidenten der SR Kroatien, Franjo Tuđman; diese Position hatte sie bis 1995 inne.
Von 1995 bis 2003 war sie Abgeordnete im kroatischen Parlament. Sie wurde im Wahlbezirk XI gewählt, dem die Wahlberechtigten ohne ständigen Wohnsitz in Kroatien (sogenannte Diaspora, also Emigranten sowie in Bosnien-Herzegowina lebende kroatische Staatsbürger) zugeteilt sind. Als Kandidatin der HDZ ins Parlament gewählt, gehörte sie zu einer Gruppe von fünf HDZ-Abgeordneten unter Führung von Ivić Pašalić, die sich 2002 von der HDZ abspalteten und eine rechts von der HDZ stehende Partei namens Hrvatski blok - Pokret za modernu Hrvatsku (Kroatischer Block - Bewegung für ein modernes Kroatien; abgekürzt: HB) gründeten. Dieser Partei gelang jedoch bei der Parlamentswahl 2003 der Einzug in den Sabor nicht. Einige Jahre nach der 2008 erfolgten Selbstauflösung des HB traten Pašalić, Bušić und andere 2012 wieder in die HDZ ein.
Von 2004 bis 2013 war Bušić Mitarbeiterin der National- und Universitätsbibliothek Zagreb.
Vom 1. Juli 2013 bis zum Ende der 7. Wahlperiode 2014 war sie für die HDZ Abgeordnete im Europäischen Parlament.
Während der Regierungszeit von Tihomir Orešković vom 22. Januar bis 19. Oktober 2016 war sie Stellvertreterin des Außenministers Miro Kovač. Bušić ist nationale Koordinatorin der Kooperation zwischen China und mittel- und osteuropäischen Ländern.

## Familie
Zdravka Bušić ist eine Schwester des Terroristen Zvonko Bušić; sie gehört dem Vorstand der Zvonko-Bušić-Stiftung an.